# Katedrala u Hildesheimu
Katedrala Svete Djevice Marije (njemački: Dom St. Maria) u Hildesheimu (Njemačka), je značajna srednjovjekovna katolička katedrala koja je, zajedno s crkvom sv. Mihovila u Hildesheimu, dospjela na UNESCO-ov popis mjesta svjetske baštine u Europi 1985. godine.

## Povijest
Katedralu je započeo graditi biskup Altfried 872. god.,a najobilnije je građena između 1010. i 1020. godine u romaničkom stilu, za biskupa Bernwarda. Dovršio ju je biskup Hezilo 1061. god. i ima simetrični plan s dvije apside, što je karakteristično za otonsku arhitekturu stare Saske. Nakon obnove i proširenja u 11. 12. i 14. stoljeću, katedrala je bila potpuno uništena u Drugom svjetskom ratu tijekom savezničkog bombardiranja 1945. godine. Nakon čega je obnovljena tijekom 1950-ih.

## Znamenitosti
U katedrali se nalaze slavna remek-djela srednjovjekovne umjetnosti kao:
- Brončana vrata biskupa Bernwarda (1015.), s reljefnim prikazima priča o Adamu i Isusu Kristu.
- Brončani stup visok 4,5 m (iz 1020.) sa spiralom reljefa, od dna do vrha, koji prikazuju scene Isusovih čuda.
- Dva velika lustera u obliku kotača sa 72 mjesta za svijeće u obliku kuća (11. stoljeće). Oni predstavljaju "Novi Jeruzalem" u kojemu će obitavati duše pravednika nakon Posljednjeg suda.
- Sarkofag sv. Godeharda.
- Oltar Svete Epifanije iz 12. stoljeća.
- Brončana posuda za krštenja iz 1225. god.

U sredini klaustra katedrale nalazi se gotička kapela sv. Ane (Annenkapelle), podignuta 1321. godine. Također, preko zidova katedrale penje se legendarna 1000-godišnja ruža, koja simbolizira uspješnost grada Hildesheima Prema legendi, dok ružin grm cvate, Hildesheim neće propasti. God. 1945., saveznici su uništili katedralu, ali je legendarna ruža preživjela. Njeni korijeni su ostali netaknuti ispod ruševina katedrale i uskoro je ponovno procvjetala i ojačala.
Katedralni muzej posjeduje jednu od najvećih kolekcija sednjovjekovnog blaga u Europi.
- Hildesheimska ruža
- Kapela sv. Ane u klaustru katedrale
- Oltar sv. Antuna u crkvi sv. Antuna (pripojena katedrali)
- Luster s prikazom Jeruzalema

### Brončana vrata biskupa Bernwarda
Brončana vrata biskupa Bernwarda u crkvi sv. Mihovila u Hildesheimu (1015.) su rijetki primjer monumentalnog kiparskog rada u ranom srednjem vijeku. Ova vrata izlivena u jednom komadu, visoka pet metara, su jedno najveće i jedno od najvažnijih ostvarenja ranog srednjeg vijeka. Podijeljena su na 16 polja (prizora), a svaku vratnicu čini 8 polja okomito postavljenih jedan iznad drugog. Polja prikazuju biblijske prizore (po uzoru vrata crkve Svete Sabine u Rimu) koji su u ranom srednjovjekovlju bile najvažnije, od Stvaranja čovjeka do Kristova raspeća. Kiparski jezik koji ih tumači opor je i reduciran, kako u oblikovanju volumena tako i u uprizorenju radnje, pa se scene s plošnih pozadina, bez prostornih naznaka, odvajaju s naporom. Zato su ljudski likovi, iako voluminozne forme, lelujavi kao da su poneseni nekim čudesnim nebeskim vjetrom ili kao da gmižu prema svjetlu zbilje, u nadi da će pobjeći iz plošnosti koja ih stišće. U svom nadljudskom naporu grče se iskazujući pojačan ekspresivni duh i dramatičan naboj što je općenito obilježje germanskog snoviđenja svijeta. Još samo mali korak i evo nas u novom dobu, usred romaničkog stvaranja reda i čvrstih aditivnih struktura umjetničkog oblikovanja.